# Sabrina Bamburac
Sabrina Bamburac (* 24. Mai 1993) ist eine ehemalige britische Tennisspielerin.

## Karriere
Bamburac spielte vor allem Turniere auf der ITF Women’s World Tennis Tour, wo sie einen Titel im Doppel gewann.
Ihr erstes Turnier auf der WTA Tour spielte Bramburac 2012, als sie eine Wildcard für die Qualifikation zu den AEGON Classic erhielt, wo sie aber bereits in der ersten Runde gegen Gail Brodsky mit 0:6 und 4:6 verlor. Im November erhielt sie auch eine Wildcard für das Hauptfeld der AEGON GB Pro-Series Barnstaple, wo sie aber gegen Constance Sibille mit 0:6 und 3:6 bereits in der ersten Runde verlor.
2013 erhielt sie abermals eine Wildcard für die Qualifikation zu den AEGON Classic erhielt. Sie scheiterte aber wiederum bereits in der ersten Runde mit 1:6 und 1:6 an Anastasia Rodionova.

## Turniersiege im Doppel
| Nr. | Datum         | Turnier             | Kategorie   | Belag     | Partnerin     | Finalgegnerinnen                  | Ergebnis  |
| --- | ------------- | ------------------- | ----------- | --------- | ------------- | --------------------------------- | --------- |
| 1.  | 23. Juni 2012 | Scharm asch-Schaich | ITF $10.000 | Hartplatz | Barbara Bonić | Polina Monowa Jekaterina Jaschina | 6:4, 7:60 |